# Miroslav Datko
Miroslav Datko (* 3. září 1955) je bývalý československý fotbalista, záložník.

## Fotbalová kariéra
V československé lize hrál během vojenské služby za Duklu Praha. Nastoupil v 8 ligových utkáních a dal 1 ligový gól.

## Ligová bilance
| Ročník                                   | Zápasy | Góly | Klub        |
| ---------------------------------------- | ------ | ---- | ----------- |
| 1. československá fotbalová liga 1974/75 | 8      | 1    | Dukla Praha |
| CELKEM 1. liga                           | 8      | 1    |             |